# Cantone di Verdun-Centre
Il Cantone di Verdun-Centre era una divisione amministrativa dell'arrondissement di Verdun.
È stato soppresso a seguito della riforma complessiva dei cantoni del 2014, che è entrata in vigore con le elezioni dipartimentali del 2015.
Comprendeva parte della città di Verdun e i comuni di:
- Belleray
- Dugny-sur-Meuse